# Lecane minuta
Lecane minuta är en hjuldjursart som beskrevs av Segers 1994. Lecane minuta ingår i släktet Lecane och familjen Lecanidae. Inga underarter finns listade i Catalogue of Life.